# Rodzone (Koejavië-Pommeren)
Rodzone is een dorp in het Poolse woiwodschap Koejavië-Pommeren, gelegen in de powiat Golubsko-Dobrzyński. In 2011 woonden er 68 mensen.

## Sport en recreatie
- Door deze plaats loopt de Europese wandelroute E11. De E11 loopt van Den Haag naar het oosten, op dit moment de grens Polen/Litouwen. Ter plaatse komt de route van het zuiden vanuit Szafarnia via Płonne. De route vervolgt in oostelijke richting naar Radziki Duże.